# Chavigny-Bailleul
Chavigny-Bailleul es una localidad y comuna francesa situada en la región de Alta Normandía, departamento de Eure, en el distrito de Évreux y cantón de Saint-André-de-l'Eure.

## Demografía
| 325 | 311 | 268 | 356 | 466 | 462 |
| Para los censos de 1962 a 1999 la población legal corresponde a la población sin duplicidades (Fuente: INSEE [Consultar]) |     |     |     |     |     |